# Équipe cycliste Born to Win BTC City Ljubljana Zhiraf
Pour l'équipe italienne Alé BTC Ljubljana (2020-2021), voir Équipe cycliste UAE Team ADQ.
Pour l'équipe slovène BTC City Ljubljana (2014-2023), voir Équipe cycliste BTC City Ljubljana.
L'équipe cycliste Born to Win BTC City Ljubljana Zhiraf est une équipe cycliste féminine italienne créée en 2019. Elle évolue depuis 2021 sur le circuit continental UCI. L'équipe accompagne ses coureuses principalement sur la route.

## Histoire
L'équipe est créée par Roberto Baldoni et Andrea Carlesi en 2019 sous le nom Born to Win-G20-Ambedo.
Pour sa première saison, elle accompagne Claudia Cretti lors de son retour à la compétition, en parcyclisme, après son grave accident lors du tour d'Italie 2019,.
En 2021, l'équipe passe au niveau UCI continental. L'équipe est notamment emmenée par la jeune italienne Anastasia Carbonari. 
Pour la saison 2024, l'équipe change de nom au profit de BTC City Ljubljana Zhiraf Ambedo. Au mois d'avril, Giada Borghesi s'impose sur la 1re étape du Giro Mediterraneo Rosa, remportant ainsi la première victoire pour l'équipe. Le mois suivant, Hanna Tserakh remporte le Grand-Prix de Belgrade.
En 2025, l'équipe recrute Anastasia Carbonari qui signe son retour dans l'équipe qui l'a lancée dans le professionnalisme. L'équipe commence sa saison par une victoire en Croatie sur l'Umag Trophy Ladies, où Lara Crestanello s'impose au sprint.

## Classements UCI
Ce tableau présente les places de l'équipe au classement de l'Union cycliste internationale en fin de saison, ainsi que ses meilleures coureuses au classement individuel.
| Classement UCI | Classement UCI         | Classement UCI                              | Classement UCI |
| Année          | Classement par équipes | Meilleure coureuse au classement individuel |                |
| -------------- | ---------------------- | ------------------------------------------- | -------------- |
| 2021           | 53e                    | Lara Krähemann (493e)                       |                |
| 2022           | 57e                    | Lara Krähemann (454e)                       |                |
| 2023           | 67e                    | Lea Fuchs (716e)                            |                |
| 2024           | 29e                    | Urša Pintar (198e)                          |                |
|                |                        |                                             |                |
| Source : UCI   |                        |                                             |                |

Elle est également classée dans l'UCI World Tour féminin.
| UCI World Tour | UCI World Tour         | UCI World Tour                              | UCI World Tour |
| Année          | Classement par équipes | Meilleure coureuse au classement individuel |                |
| -------------- | ---------------------- | ------------------------------------------- | -------------- |
| 2024           | -                      | Hanna Tserakh (168e)                        |                |
|                |                        |                                             |                |
| Source : UCI   |                        |                                             |                |

## Partenaires
Depuis 2024, l'équipe est parainnée par le centre commercial slovène BTC City Ljubljana, qui sponsorisait l'équipe Alé-BTC Ljubljana jusqu'en 2021 (équipe devenue UAE Team ADQ) puis l'équipe slovène BTC City Ljubljana qui a arrêté ses activités à la fin de la saison 2023.

## Équipe actuelle
| Effectif 2025            | Effectif 2025     | Effectif 2025 | Effectif 2025                        |
| Cycliste                 | Date de naissance | Pays          | Équipe précédente                    |
| ------------------------ | ----------------- | ------------- | ------------------------------------ |
| Anastasia Carbonari      | 11 septembre 1999 | Lettonie      | UAE Team ADQ (2024)                  |
| Špela Colnar             | 22 octobre 2004   | Slovénie      |                                      |
| Lara Crestanello         | 21 mars 2002      | Italie        | Bepink (2023)                        |
| Tanya Donati             | 29 mars 2005      | Italie        |                                      |
| Noemi Lucrezia Eremita   | 30 août 2002      | Italie        | A.S.D. K2 Women Team (2024)          |
| Diana Klimova            | 8 octobre 1996    | Russie        | Roland Cogeas-Edelweiss Squad (2022) |
| Camilla Lazzari          | 18 juillet 2005   | Italie        |                                      |
| Sara Pestotnik           | 3 juillet 2006    | Slovénie      |                                      |
| Ema Podberšič            | 5 septembre 2006  | Slovénie      |                                      |
| Giorgia Serena           | 10 février 2004   | Italie        |                                      |
| Gemma Sernissi           | 6 mars 2000       | Italie        | A.S.D. K2 Women Team (2024)          |
| Yelizaveta Sklyarova     | 23 août 2005      | Kazakhstan    |                                      |
| Carlotta Uber            | 17 juin 2001      | Italie        |                                      |
| Hana Žumer               | 16 juillet 2001   | Slovénie      |                                      |
|                          |                   |               |                                      |
| Source : ProCyclingStats |                   |               |                                      |